# Piotr Uspenski
Piotr Demianovici Uspenski (în rusă Пётр Демьянович Успенский, n. 4 martie 1878, Harkov, gubernia Harkov⁠(d), Imperiul Rus – d. 2 octombrie 1947, Surrey, Anglia, Regatul Unit) a fost filosof, ocultist, teosofist, jurnalist,  scriitor și matematician. A invocat geometria noneuclidiană și cea euclidiană în discuțiile sale despre psihologie și dimensiunile superioare ale existenței. Întâlnirea sa, în anul 1915 la Moscova, cu profesorul greco-armean George I. Gurdjieff căruia îi devine discipol, i-a marcat întreaga carieră după acel moment, doctrina esoterică a lui Gurdjieff fiind piatra de temelie a scrierilor sale viitoare. Nu se știe cu exactitate motivul pentru care Piotr D. Uspenski părăsește totuși "sistemul" profesorului său în anul 1924, cartea În căutarea miraculosului fiind o relatare a ceea ce a învățat în acei ani, între 1915 și 1924.

## Carieră
Prima sa carte apare în anul 1909, intitulându-se A Patra Cale (The Fourth Way). Cu aceasta se face foarte repede remarcat, devenind un important autor în domeniul teoriei matematice. După apariția cărții Tertium Organum (1912), care îi și aduce o mare notorietate, Uspenski face o lungă călătorie prin Anglia, Franța, Italia, Egipt, India și Ceylon (acum Sri Lanka), "în căutarea miraculosului", după spusele sale, pe care se pare că-l găsește mai târziu chiar în locul din care plecase, Moscova.

## Volume publicate (eng.)
- Tertium Organum: The Third Canon of Thought, a Key to the Enigmas of the World. (Translated from the Russian by Nicholas Bessaraboff and Claude Bragdon). Rochester, New York: Manas Press, 1920; New York: Knopf, 1922; London: Kegan Paul, Trench, Trubner, 1923, 1934; 3rd American edition, New York: Knopf, 1945. Online Version
- A New Model of the Universe: Principles of the Psychological Method in Its Application to Problems of Science, Religion and Art (Translated from the Russian by R. R. Merton, under the supervision of the author). New York: Knopf, 1931; London: Routledge, 1931; 2nd revised edition, London: Routledge, 1934; New York: Knopf, 1934.
- Talks with a Devil.(Russian, 1916). Tr. by Katya Petroff, edited with an introduction by J. G. Bennett. Northhamptonshire: Turnstone, 1972, ISBN 0-85500-004-X (hc); New York: Knopf, 1973, ; York Beach: Weiser, 2000, ISBN 1-57863-164-5.
- The Psychology of Man’s Possible Evolution. New York: Hedgehog Press, 1950.
- Strange Life of Ivan Osokin. New York and London: Holme, 1947; London: Faber & Faber, 1948; first published in Russian as Kinemadrama (St. Petersburg, 1915). Online (Russian) Arhivat în 14 mai 2011, la Wayback Machine.
- In Search of the Miraculous: Fragments of an Unknown Teaching New York: Harcourt, Brace, 1949; London: Routledge, 1949.
- The Fourth Way: A Record of Talks and Answers to Questions Based on the Teaching of G. I. Gurdjieff (Prepared under the general supervision of Sophia Ouspensky). New York: Knopf, 1957; London: Routledge & Kegan Paul, 1957.
- Letters from Russia, 1919 (Introduction by Fairfax Hall and epilog from In Denikin's Russia by C. E. Bechhofer). London and New York: Arkana, 1978.
- Conscience: The Search for Truth (Introduction by Merrily E. Taylor) London: Routledge & Kegan Paul, 1979.
- A Further Record: Extracts from Meetings 1928–1945 London and New York: Arkana, 1986.
- The Symbolism of the Tarot (Translated by A. L. Pogossky). New York: Dover Publications Inc., 1976. Online Version
- The Psychology of Man's Possible Evolution and The Cosmology of Man's possible Evolution, a limited edition of the definitive text of his Psychological and Cosmological Lectures, 1934-1945. Agora Books, East Sussex, 1989. ISBN 1-872292-00-3. Online[nefuncțională]
- P.D. Ouspensky Memorial Collection, Yale University Library, Archive Notes taken from meetings during 1935–1947.